# Over the Hills and Far Away
Over the Hills and Far Away je EP finské gothic metalové skupiny Nightwish, vydané v roce 2001, jako jejich první a jediné EP. Baskytarista Sami Vänskä po nahrání tohoto CD opustil skupinu, kvůli hudebním rozdílům mezi ním a Tuomasem. Sami byl poté nahrazen aktuálním baskytaristou a vokalistou Marco Hietalou.

## Seznam skladeb

### Edice Spinefarm
|    | Název                                                               | Skladatel(é) | Length |
| -- | ------------------------------------------------------------------- | ------------ | ------ |
| 1. | "Over the Hills and Far Away" (Gary Moore Cover) (feat. Tony Kakko) | Gary Moore   | 5:03   |
| 2. | "10th Man Down" (feat. Tapio Wilska)                                | Holopainen   | 5:24   |
| 3. | "Away"                                                              | Holopainen   | 4:33   |
| 4. | "Astral Romance" (re-recorded) (feat. Tony Kakko)                   | Holopainen   | 5:22   |

### Evropská edice Spinefarm
Tato edice je totožná s verzí Century Media Records. Prodávala se v Evropě, mimo Finsko.
|     | Název                                                               | Skladatel(é)                     | Length |
| --- | ------------------------------------------------------------------- | -------------------------------- | ------ |
| 1.  | "Over the Hills and Far Away" (Gary Moore Cover) (feat. Tony Kakko) | Gary Moore                       | 5:03   |
| 2.  | "10th Man Down" (feat. Tapio Wilska)                                | Holopainen                       | 5:24   |
| 3.  | "Away"                                                              | Holopainen                       | 4:33   |
| 4.  | "Astral Romance" (znovu nahráno) (feat. Tony Kakko)                 | Holopainen                       | 5:22   |
| 5.  | "The Kinslayer" (Live)                                              | Holopainen                       | 4:12   |
| 6.  | "She is My Sin" (Live)                                              | Holopainen                       | 4:44   |
| 7.  | "Sacrament of Wilderness" (Live)                                    | Holopainen                       | 5:00   |
| 8.  | "Walking in the Air" (Live)                                         | Howard Blake, arr. by Holopainen | 5:10   |
| 9.  | "Beauty and the Beast" (Live)                                       | Holopainen                       | 6:40   |
| 10. | "Wishmaster" (Live)                                                 | Holopainen                       | 5:03   |

### edice Drakkar
Edice obsahuje navíc několik záznamů, nahraných na živém koncertu v Tamperu 29. prosince 2000. Tyto nahrávky jsou na živém DVD "From Wishes to Eternity".
|     | Název                                                               | Skladatel(é)                     | Length |
| --- | ------------------------------------------------------------------- | -------------------------------- | ------ |
| 1.  | "Over the Hills and Far Away" (Gary Moore Cover) (feat. Tony Kakko) | Gary Moore                       | 5:00   |
| 2.  | "10th Man Down" (feat. Tapio Wilska)                                | Holopainen                       | 5:20   |
| 3.  | "Away"                                                              | Holopainen                       | 4:29   |
| 4.  | "Astral Romance" (re-recorded) (feat. Tony Kakko)                   | Holopainen                       | 5:18   |
| 5.  | "The Kinslayer" (Live)                                              | Holopainen                       | 4:12   |
| 6.  | "She is My Sin" (Live)                                              | Holopainen                       | 4:45   |
| 7.  | "Sacrament of Wilderness" (Live)                                    | Holopainen                       | 5:01   |
| 8.  | "Walking in the Air" (Live)                                         | Howard Blake, arr. by Holopainen | 5:08   |
| 9.  | "Wishmaster" (Live)                                                 | Holopainen                       | 4:44   |
| 10. | "Deep Silent Complete" (Live)                                       | Holopainen                       | 4:38   |

### Edice Spinefarm UK Reloaded
Vydáno 2007
|     | Název                                                               | Skladatel(é)                     | Length |
| --- | ------------------------------------------------------------------- | -------------------------------- | ------ |
| 1.  | "Over the Hills and Far Away" (Gary Moore Cover) (feat. Tony Kakko) | Gary Moore                       | 5:03   |
| 2.  | "10th Man Down" (feat. Tapio Wilska)                                | Holopainen                       | 5:24   |
| 3.  | "Away"                                                              | Holopainen                       | 4:33   |
| 4.  | "Astral Romance" (re-recorded) (feat. Tony Kakko)                   | Holopainen                       | 5:22   |
| 5.  | "The Kinslayer" (Live)                                              | Holopainen                       | 4:12   |
| 6.  | "She is My Sin" (Live)                                              | Holopainen                       | 4:44   |
| 7.  | "Sacrament of Wilderness" (Live)                                    | Holopainen                       | 5:01   |
| 8.  | "Walking in the Air" (Live)                                         | Howard Blake, arr. by Holopainen | 5:10   |
| 9.  | "Beauty and the Beast" (Live)                                       | Holopainen                       | 6:40   |
| 10. | "Wishmaster" (Live)                                                 | Holopainen                       | 5:08   |
| 11. | "10th Man Down" (Live)                                              | Holopainen                       | 5:31   |
| 12. | "Over the Hills and Far Away" (Live)                                | Gary Moore                       | 6:00   |
| 13. | "Over the Hills and Far Away" (Video)                               | Gary Moore                       | 3:53   |

## Umělci podílející se na albu

### Členové kapely
- Tarja Turunen – zpěv
- Erno "Emppu" Vuorinen – kytara
- Sami Vänskä – baskytara
- Tuomas Holopainen – klávesy, doprovodný zpěv (v první písni)
- Jukka Nevalainen – bicí

Hosté:
- Tapio Wilska (z Finntrollu) – zpěv (v druhé písni)
- Tony Kakko (ze Sonata Arctica) – zpěv (ve čtvrté písni), doprovodný zpěv (v první písni)